# Смолник (община Булкиза)
Смолник или Смолница (на албански: Smollik) е село в Албания, в община Булкиза (Булчица), административна област Дебър.

## География
Селото е разположено в историкогеографската област Голо бърдо, до границата със Северна Македония.

## История

### В Османската империя
В „Етнография на вилаетите Адрианопол, Монастир и Салоника“, издадена в Константинопол в 1878 година и отразяваща статистиката на населението от 1873 година Смолница (Smolnitza) е посочено като село с 15 домакинства с 33 жители помаци. Според статистиката на Васил Кънчов („Македония. Етнография и статистика“) Смолникъ е в областта Грика Маде (Голема река) и в него живеят 100 души албанци мохамедани.
На Етнографската карта на Битолския вилает на Картографския институт в София от 1901 година Смолница е чисто помашко (българомохамеданско) село в Дебърската каза на Дебърския санджак с 36 къщи.

### В Албания
След Балканската война в 1912 година Смолник попада в Албания.
В рапорт на Сребрен Поппетров, главен инспектор-организатор на църковно-училищното дело на българите в Албания, от 1930 година Смолница е отбелязано като село със 70 къщи българи мохамедани.
В 1940 година Миленко Филипович пише, че Смолник или Смолница е мюсюлманско село с около 20 къщи, в което доскоро е имало и християни. В 1922 година в селото е жив Мурат Тодори, чийто баща Тодор е бил християнин. В селото се говори „сръбски“, но вече и албански.
До 2015 година селото е част от община Зерчан.